# Notopleura spiciformis
Notopleura spiciformis är en måreväxtart som beskrevs av Charlotte M. Taylor. Notopleura spiciformis ingår i släktet Notopleura och familjen måreväxter. Inga underarter finns listade i Catalogue of Life.